# Bugula minima
Bugula minima är en mossdjursart som beskrevs av Campbell Easter Waters 1909. Bugula minima ingår i släktet Bugula och familjen Bugulidae.
Artens utbredningsområde är Mexikanska golfen. Inga underarter finns listade i Catalogue of Life.